# Best Player
Best Player ist ein US-amerikanischer Fernsehfilm, welcher im Auftrag von Nickelodeon produziert wurde. Regie führte Damon Santostefano, das Drehbuch schrieb Richard Amberg. Die Dreharbeiten begannen am 24. Oktober 2009 in Vancouver, am 18. November 2009 ging der Film in die Produktion. Der Film wurde auf der Nickelodeon All Access Cruise mit Jennette McCurdy am 4. März 2011 zum ersten Mal gezeigt. Am 12. März 2011 feierte der Film seine TV-Premiere auf dem amerikanischen Nickelodeon. Die Premiere sahen 5,3 Millionen Zuschauer. Die deutschsprachige Free-TV Erstausstrahlung war am 14. Mai 2011 bei Nickelodeon Schweiz. In Deutschland wurde der Film am 19. November 2011 auf Nickelodeon Deutschland gezeigt.

## Handlung
Obwohl die Zwei nicht unterschiedlicher sein könnten, sind Chris und Quincy zusammen auf Kollisionskurs. Chris ist eine unbeliebte High-School-Schülerin. Quincy ist 30 Jahre alt und lebt immer noch im Keller bei seinen Eltern. Als Quincys Eltern ihm mitteilen, dass sie ihr Haus verkaufen und ihren Sohn im Stich lassen, startet er einen großen Gaming-Contest und sucht die Gegner die ihn schlagen können – er lernt „Prodigy“, eine Mitspielerin, kennen. Von diesem Zeitpunkt an passieren  komische und verwirrende Dinge im Leben der Zwei.

## Trivia
- Während des Abspanns des Films wird das Lied Big Night der Musikgruppe Big Time Rush gespielt.